# Juan Luis Mejía Arango
Juan Luis Mejía Arango, né le 3 octobre 1951 à Medellín, est un homme politique colombien. Il a été ministre de la Culture entre 1999 et 2000 sous la présidence d'Andrés Pastrana Arango, avant d'être recteur de l'université EAFIT (es) depuis 2004.